# 香椎駐屯地
香椎駐屯地（かしいちゅうとんち）は、福岡県福岡市東区香椎（旧：糟屋郡香椎町）に所在していた陸上自衛隊の駐屯地である。法令上は駐屯地に含まれていない。福岡第一飛行場において空挺降下訓練を行っていた。

## 沿革
- 1954年（昭和29年）
  - 9月：福岡県香椎において旧帝国陸軍の空挺部隊「第1挺進集団」の元隊員など20名により、落下傘降下第1次研究員が編成された。
  - 10月8日：空挺隊初のパラシュート降下演習が実施され、第1回空挺記章授与式が行われた[1]。
- 1955年（昭和30年）
  - 1月10日：落下傘降下第1次研究員を母体に臨時空挺練習隊（後の空挺教育隊）が編成[1]。
  - 4月5日：臨時空挺練習隊が習志野駐屯地へ移駐[1]。

## 駐屯していた部隊等
- 落下傘降下第1次研究員
- 臨時空挺練習隊